# Montsoriu (llinatge)
Els Montsoriu, o també Monsoriu, van ser un llinatge nobiliari català, que es va estendre per altres territoris de la Corona d'Aragó en distints moments de l'edat mitjana.

## Orígens catalans
El llinatge és molt antic, atès que es remunta a començaments del segle xi, quan Amat de Montsoriu (mort cap a l'any 1025) heretà el vescomtat de Girona i va prendre el "cognom" del castell de Montsoriu, una mena de peça clau patrimonial dels vescomtes, o fins i tot llur propietat més important. Més tard, en enllaçar amb el llinatge dels Cabrera, adoptaren el títol de vescomtes de Cabrera.

## Membres destacats a Catalunya
Cal assenyalar els tres que varen ser vescomtes de Girona: 
- Amat de Montsoriu (cap a 1008-1025)
- Arbert de Montsoriu (1025-1033)
- Ermessenda de Montsoriu (1033-1057)

## Els Montsoriu valencians
Segons Bosch i Orts, els Montsoriu arraïlaren al regne de València al segle xiv, però no n'hi ha constància fins a l'any 1406, quan Bernat de Montsoriu signava com a patró de la capella de Sant Tomàs al Convent de Predicadors de València. Després, es troben àmpliament documentats: 
- Gilabert de Montsoriu arribà a ésser gran mestre de l'Orde de Montesa (1445) i lluità sota les ordres d'Alfons el Magnànim en diferents campanyes militars marítimes i terrestres a Sicília i a Nàpols.
- Galceran de Montsoriu també va participar en les guerres d'Itàlia, però tornà a València, on va exercir el càrrec de jurat de la ciutat els anys 1440 i 1443.
- Gaspar de Montsoriu va combatre en la Guerra de Granada.
- Jeroni de Montsoriu, de la branca dels senyors de Faura, formava part l'any 1521 de les forces del Duc de Sogorb quan va morir en combat contra la milícia agermanada de València (Guerra de les Germanies); un segon del mateix nom estigué en la batalla de Sant Quintí (1557), i un tercer Jeroni de Montsoriu va lluitar en la Guerra dels Segadors amb l'exèrcit de Felip IV de Castella en l'operació militar que va expulsar els francesos de Tortosa (1649-1650).[2]
- Francesca Felipa de Montsoriu i Montpalau (1642-1709) fou IV comtessa de Xestalgar entre 1666 i 1709, i enllaçà en matrimoni l'any 1665 amb el seu cosí Onofre Vicent Escrivà d'Íxer i de Montpalau, II comte de l'Alcúdia.[3]

## Balears
- Bernat de Montsoriu va ser governador reial d'Eivissa, cap a 1366-1367, encara que hom no té constància del seu lloc de naixement.[4]